# Polymorphomyia pilosula
Polymorphomyia pilosula är en tvåvingeart som beskrevs av Wulp 1899. Polymorphomyia pilosula ingår i släktet Polymorphomyia och familjen borrflugor. Inga underarter finns listade i Catalogue of Life.